# Тимофей (митрополит Варшавский)
Митрополит Тимофей (пол. Metropolita Tymoteusz, в миру Георгий Иванович Шрёттер, Ежи Шреттер, пол. Jerzy Szretter; 16 мая 1901, село Томахов, Острожский уезд, Волынская губерния — 20 мая 1962, Варшава) — епископ Польской православной церкви, митрополит Варшавский и всея Польши.

## Биография
Родился 16 мая 1901 года в посёлке Томашеве близ города Ровно на Волыни. Согласно справке С. К. Белышева, являлся немцем по происхождению, однако сам себя считал поляком.
В 1919 году окончил полный курс классической гимназии в городе Остроге.
В 1922—1923 годы — служил в рядах Польской армии, затем закончил Артиллерийское резервное офицерское училище.
С 1925 по 1929 год обучался на богословском факультете Варшавского университета, окончив курс со званием магистра богословия.
11 августа 1930 года был рукоположён во иерея в Почаевской Лавре и назначен к приходской церкви села Лановцов на Волыни.
14 апреля 1934 года был определён военным священником и благочинным при управлении 2-го корпуса Польской армии в Люблине. Вскоре скончалась его супруга Лидия Владимировна.
В условиях надвигающейся войны польские светские власти решили ускорить ополячивание православной церковной жизни в стране. Для этого в 1938 году были избраны новые архиереи считавшие себя «православными поляками» в противоположность украинцам, белорусам и русским, составлявшим большинство паствы Польской Православной Церкви. Одним из таких был Георгий Шрёттер. 31 октября 1938 года он ушёл с прежней должности в армии.
12 ноября 1938 года в Почаеве пострижен в монашество с именем Тимофей архиепископом Волынским Алексием (Громадским). На следующий день там же иерархом был возведён в достоинство архимандрита.
27 ноября 1938 года в Почаевской лавре был хиротонисан во епископа Люблинского, викария Варшавско-Холмской епархии. Хиротонию совершили: митрополит Дионисий (Валединский) и епископы Александр (Иноземцев), Алексий (Громадский), Савва (Советов).
До сентября 1939 года преподавал на Варшавском богословском факультете гомилетику, служил директором митрополичьей канцелярии и пансионата для православных богословских студентов. Будучи активным полонизатором, не пользовался большим доверием среди паствы Польской Церкви. О его действиях по отношению к русскому и белорусскому духовенству на Белосточине говорили как о «терроре».

### В годы Второй мировой войны

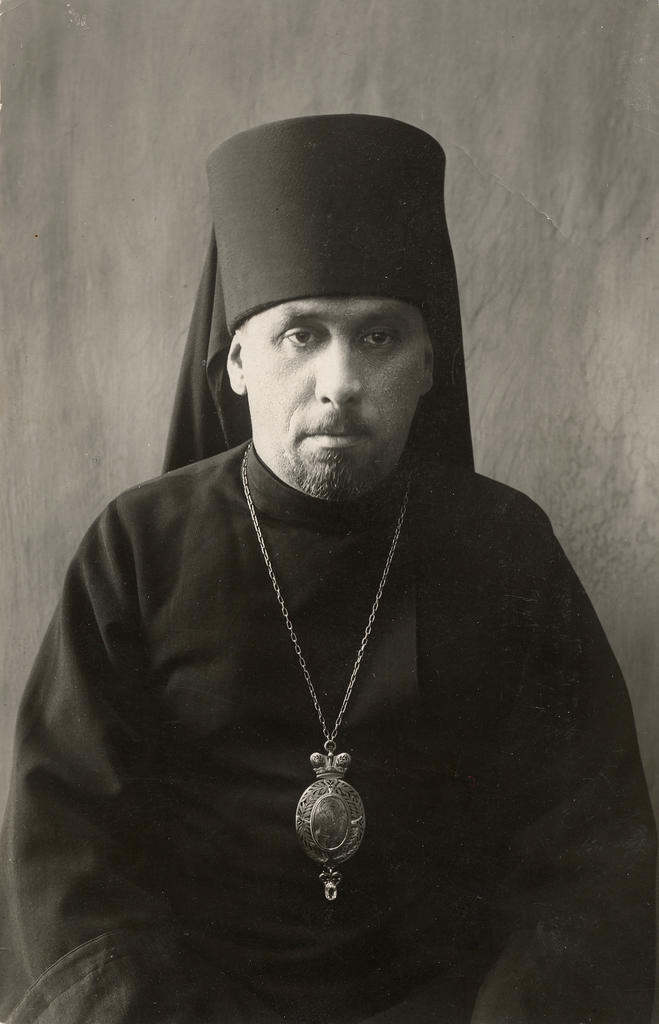
епископ Люблинский Тимофей

После начала Второй мировой войны прибыл из Яблочинского монастыря, где ранее проживал, в Варшаву. Однако управляющий епархией Варшавско-Холмской епархией с ноября 1939 года митрополит Берлинский и Германский Серафим (Ляде) направил его обратно в монастырь из-за пропольских взглядов.
К активной деятельности в Церкви епископ Тимофей вернулся 30 сентября 1940 года в качестве члена собора епископов Автокефальной Православной Церкви в Генеральной Губернии, церковной структуры на оккупированных нацистской Германией польских землях, о которой объявил в конце сентября того же года митрополит Дионисий. В тот же день дано было ему должность вспомогательного епископа Холмско-Подляшской епархии.
После создания Священного Синода Польской Православной Церкви епископ Тимофей не вошёл в его состав из-за довоенной пропольской позиции, несовместимой с политикой украинизации Польской православной церкви.
10 августа 1944 года с приходом Красной Армии председатель Польского комитета национального освобождения Эдвард Осубка-Моравский выразил согласие на временное управление епископом Тимофеем Холмско-Подляшской епархией.
В октябре того же года епископ Тимофей возглавил также совет православных приходов в белостокском регионе. Как временный предстоятель структур православной Церкви в этом регионе, вопреки пожеланиям местного приходского духовенства выступал за их переход под юрисдикцию Московского Патриархата.
На период его управления пришлось выселение украинцев, а также русинов, которых советская власть считала украинцами, в СССР, что привело к закрытию более чем на 160 пастырских мест, из-за отсутствия верующих. Епископ Тимофей не протестовал против этого; на рубеже 1944/1945 годов в официальном письме просил, чтобы на подчинённой ему территории просто оставить приходы в Люблине, Хелме, Бялой-Подляске, Грубешове и Влодаве. Просил также о сохранении Яблочинского монастыря.
В начале 1945 года он оказался единственным архиереем Польской Православной Церкви оставшимся в Польше, так как другие ушли вместе с отступающими немцами. Он установил связь с экзархом Украины митрополитом Киевскими Иоанном (Соколовым) и на его имя прислал прошение о принятии его епархии под омофор Московского первосвятителя.
К весне 1945 года переехал из Холма в Варшаву, где в апреле обратился в советское посольство в Варшаве с просьбой оказать ему содействие в установлении связи с Московским и всея Руси Алексием I с целью ликвидации автокефалии Польской церкви и вхождения в юрисдикцию Московской патриархии. Епископ Тимофей заявил, все три епархии Польской Церкви поддерживают его ходатайство и сам он является фактическим главой Польской Церкви после бегства митрополита Варшавского Дионисия. Советские власти считали возможным принять его предложение после согласования с польским правительством, но самого Тимофея от руководства отстранить.

### При митрополите Дионисии
Возвращение в конце апреля 1945 года в Польшу митрополита Дионисия, который отказался отречься от автокефалии Польской Церкви, изменило обстановку. Польское правительство в вопросе положения православной церкви в Польше высказывалось за сохранение автокефалии, исходя при этом из политических соображений.
Будучи вынужден уступить митрополиту формальное первенство, епископ Тимофей остался на деле фактическим главой Польской Церкви.
14 октября 1945 года стал одним из вице-президентов Христианского экуменического совета в Польше.
15 июля 1946 года был возведён в сан архиепископа и назначен Белостокским и Бельским, заместителем митрополита Варшавского.
В 1946 году отдел вероисповеданий Министерства Государственного управления начал предлагать Митрополиту Варшавскому Дионисию откататься от должности главы Польской православной церкви. Архиепископ Тимофей при этом рассматривался в качестве его возможного преемника.
В 1947 году стал вице-президентом Православного Митрополичьего Комитета оказания помощи переселенцам на Возвращённые Земли, в рамках которого принимает участие в организации пастырской заботы и материальной поддержки для православных, которые были насильственно переселены в указанные регионы Польши. В том же году он основал первый женский монастырь в послевоенных границах Польши — монастырь на Грабарке. В 1948 году вместе с митрополитом Дионисием разработал проект реформы административного деления Церкви, которая так никогда и не вступил в силу.

### Местоблюститель митрополичьего престола
В связи с арестом митрополита Дионисия, решением от 6 апреля 1948 года Совет министров Польши создал временную Правящую коллегию по делам управления Польской Автокефальной Православной Церкви под председательством архиепископа Тимофея.
21 мая 1948 года он стал временным управляющим епархии Возвращённых земель.

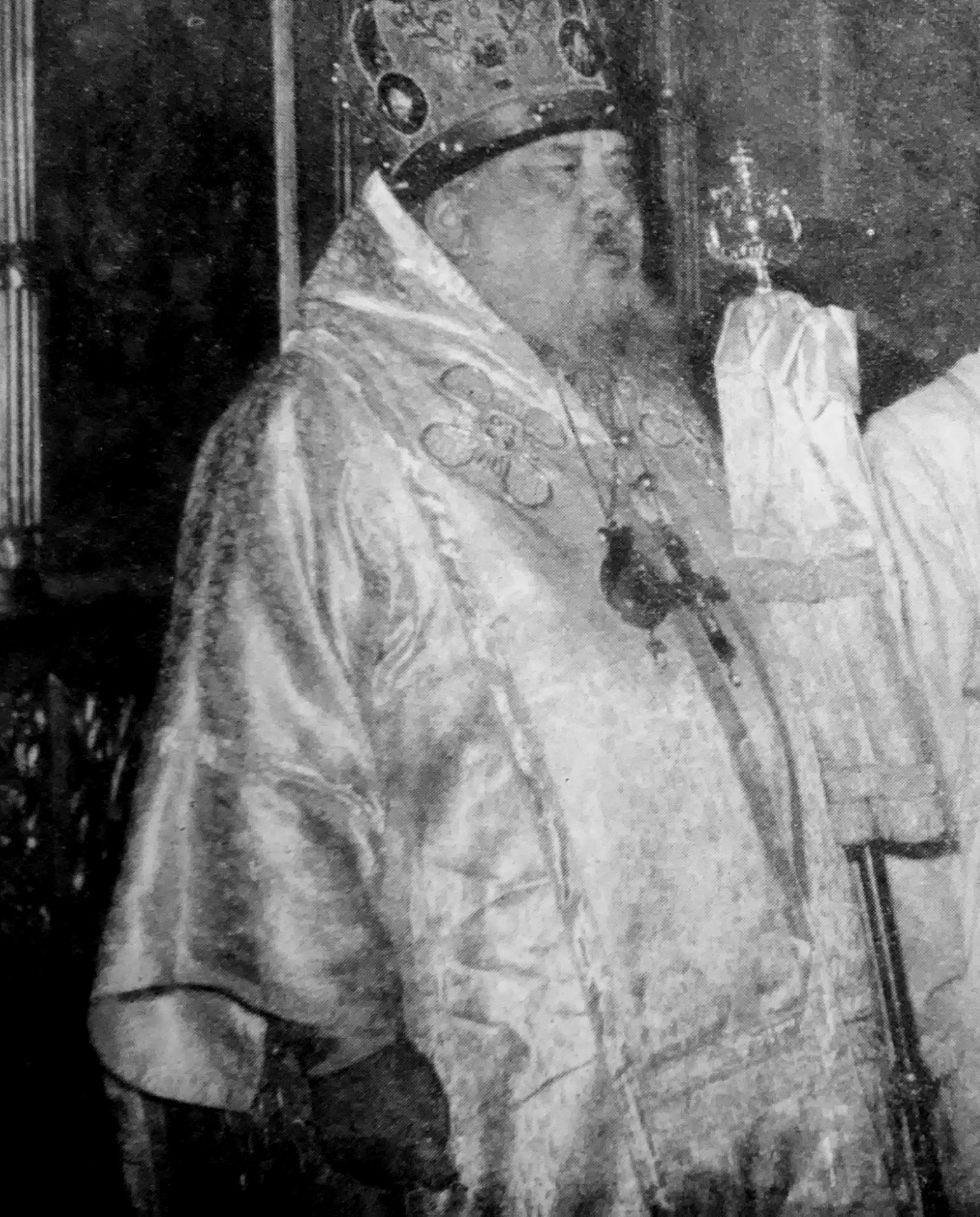
Архиепископ Макарий за богослужением.

В июне 1948 года прибыл в Москву, где 21 июня был принят Патриархом Московским и всея Руси Алексием I в общение с Русской православной церковью со всем духовенством Польской Церкви. 22 июня Патриарх и Священный Синод Русской Православной Церкви даровали Польской Церкви автокефалию.
В июле того же года присутствовал на юбилейных торжествах и совещании поместных Православных Церквей по случаю 500-летия автокефалии Русской Православной Церкви.
Вернувшись в Польшу проживал митрополичьем доме, соседствуя со смещённым митрополитом Дионисием, с которым имел натянутые отношения. По просьбе архиепископа Тимофея с 30 июня 1948 года польские власти запретили митрополиту Дионисию дальнейшее пребывание в митрополичьем доме в Варшаве и начали подготовку для назначения ему другого места постоянного пребывания.
12 ноября архиепископ Тимофей официально занял пост местоблюстителя Варшавской митрополии.
Продолжал работу по восстановлению Польской Православной Церкви — устройству образовательных учреждений, возрождению издательского дела.
Архиепископ Тимофей, как и остальные епископы Польской православной церкви, вёл себя лояльно по отношению к государственной власти. В 1949 году публично утверждал, что в Польше не имеет места ни одна форма религиозных притеснений. Существующий в 1946 году план наделения его саном митрополита был, однако, отменён. По мнению властей, авторитет иерархии среди священников Польской православной церкви был недостаточен. Архиепископа обвинили также в отсутствии организационных талантов и необходимого опыта. В конечном итоге архиепископ Тимофей оставался временным заместителем митрополита Варшавского до прибытия из СССР архиепископа Макария (Оксиюка).
В рождественские дни 1950 года посетил Палестину, а в ноябре того же года — принял приехавшего в Варшаву митрополита Николая (Ярушевича).
13-20 июня 1951 года возглавил делегацию Польской Церкви в Москву и представил прошение патриарху Московскому и всея Руси Алексию I о каноническом отпусте в Польскую Церковь достойного кандидата для митрополичьей кафедры.

### При митрополите Макарии
С избранием на предстоятельский престол архиепископа Макария (Оксиюка) 7 июля того же года был освобождён от местоблюстительства Варшавской митрополичьей кафедры.
Некоторое время оставался в Варшаве, но после Архиерейского Собора 5 сентября 1951 года, вновь определившего границы епархий и обязанности архиереев, на котором его титул был изменён на «Белостокский и Гданьский», выехал в Белосток.
После 1956 архиепископ Тимофей снова де-факто стал управлять всей Церковью из-за преклонного возраста и плохого состояния здоровья митрополита Макария. В 1957 году в Управлении по делам религий в связи с вышеописанной ситуацией появилась концепция смещения митрополита Макария и повторного назначения архиепископа Тимофея на должность местоблюстителя митрополичьего престола. Ведомство описало Тимофея, как человека умного, тактичного, ориентиущегося в ситуации и готового выполнять команды властей даже тогда, когда не были для него полезны (например, как в деле ухода с должности митрополита).
В 1958 году по случаю 20-летия служения в архиерейском сане награждён митрополитом Макарием правом ношения креста на клобуке.
С отбытием митрополита Варшавского Макария на лечение в СССР вновь стал заместителем митрополита и временным управляющим делами Польской Православной Церкви с 8 декабря 1959 года.

### Предстоятель Польской Православной Церкви

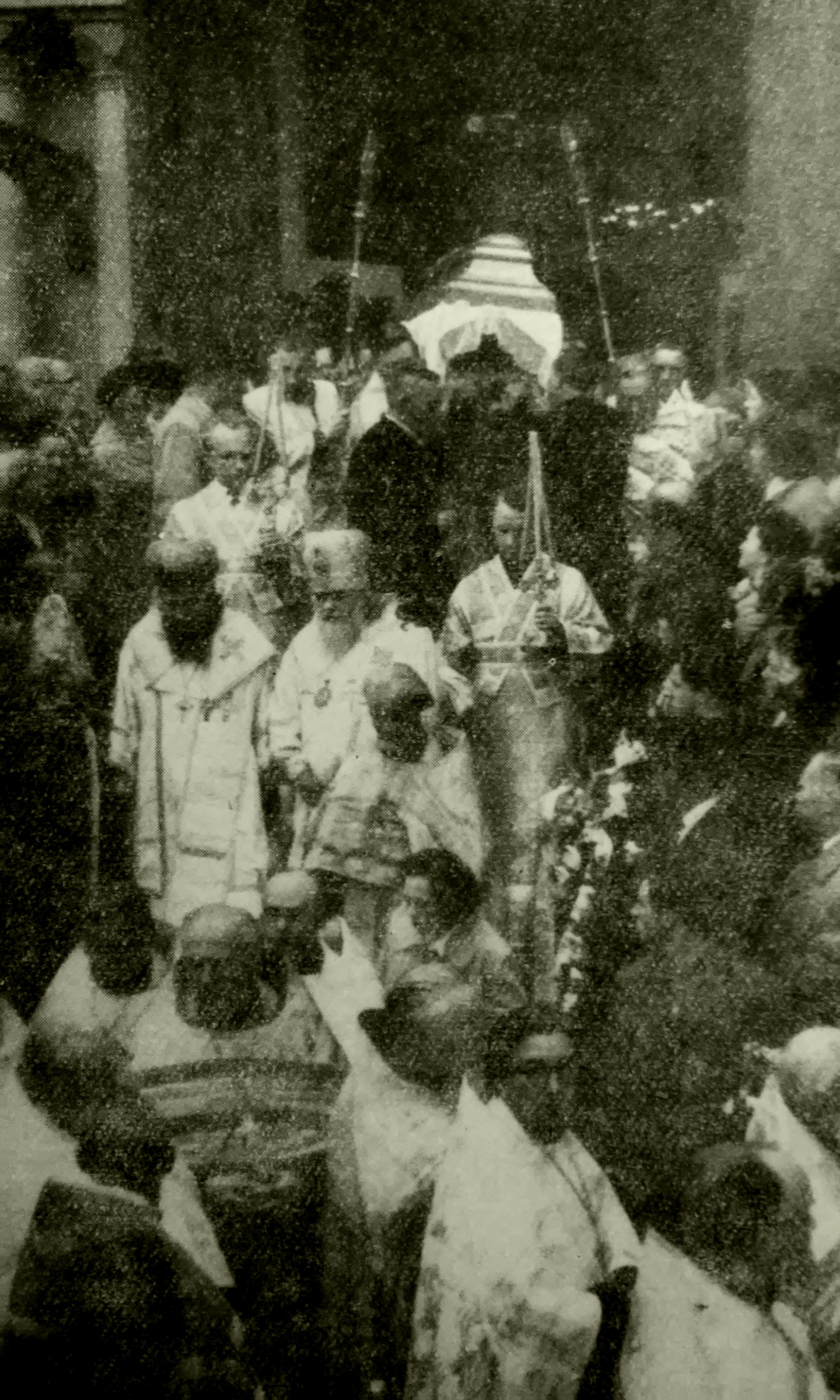
Похороны митрополита Тимофея. Варшава, 1962 г

После отъезда митрополита Макария в СССР и его смерти в Одессе 2 марта 1961 года органы государственной власти способствовали избранию Тимофея 5 мая того же года митрополитом Варшавским и всей Польши (с декабря 1957 года он был снова местоблюститель).
В интронизацией митрополита приняли участие делегации Константинопольского Патриархата и Румынского Патриархата. Его выбор на собор также был положительно принят Патриархом Московским и всея Руси.
Митрополита Тимофея избрал Архиерейский Собор Польской православной церкви, а не избирательный собор (Sobór Elekcyjny), как это закреплено в уставе Церкви, что привело к протестам духовенства и верующих. Новоизбранный Митрополит был обвинён во вступлении в должность вопреки каноническому праву. Появились в отношении него также обвинения в нравственных преступлениях. Обстоятельства и жалобы касательно избрания митрополита Тимофея и самой его личности были отправлены в Государственный Совет, Совета Министров, парламент, Управления по делам Религий и Патриарху Московскому и всея Руси. Процесс избрания опротестовал также один из членов Архиерейского Собора епископ Василий (Дорошкевич). Он утверждал, что о составе решили сотрудники Управления по делам религий Серафим Кирылович и Адам Волович.
В июне 1961 года был удостоен учёной степени доктора богословия за диссертацию «Влияние Реформации на появление в Польско-Литовском государстве переводов Священного Писания на белорусский и украинский языки»
Как Митрополит Варшавский и всей Польши представлял Церковь во время подготовки к всеправославному собору, приняв участие в I Родосском Всеправославном совещании, пришедшем с 24 сентября по 1 октября 1961 года. Вместе с представителями Русской Православной Церкви включился в движение за мир.

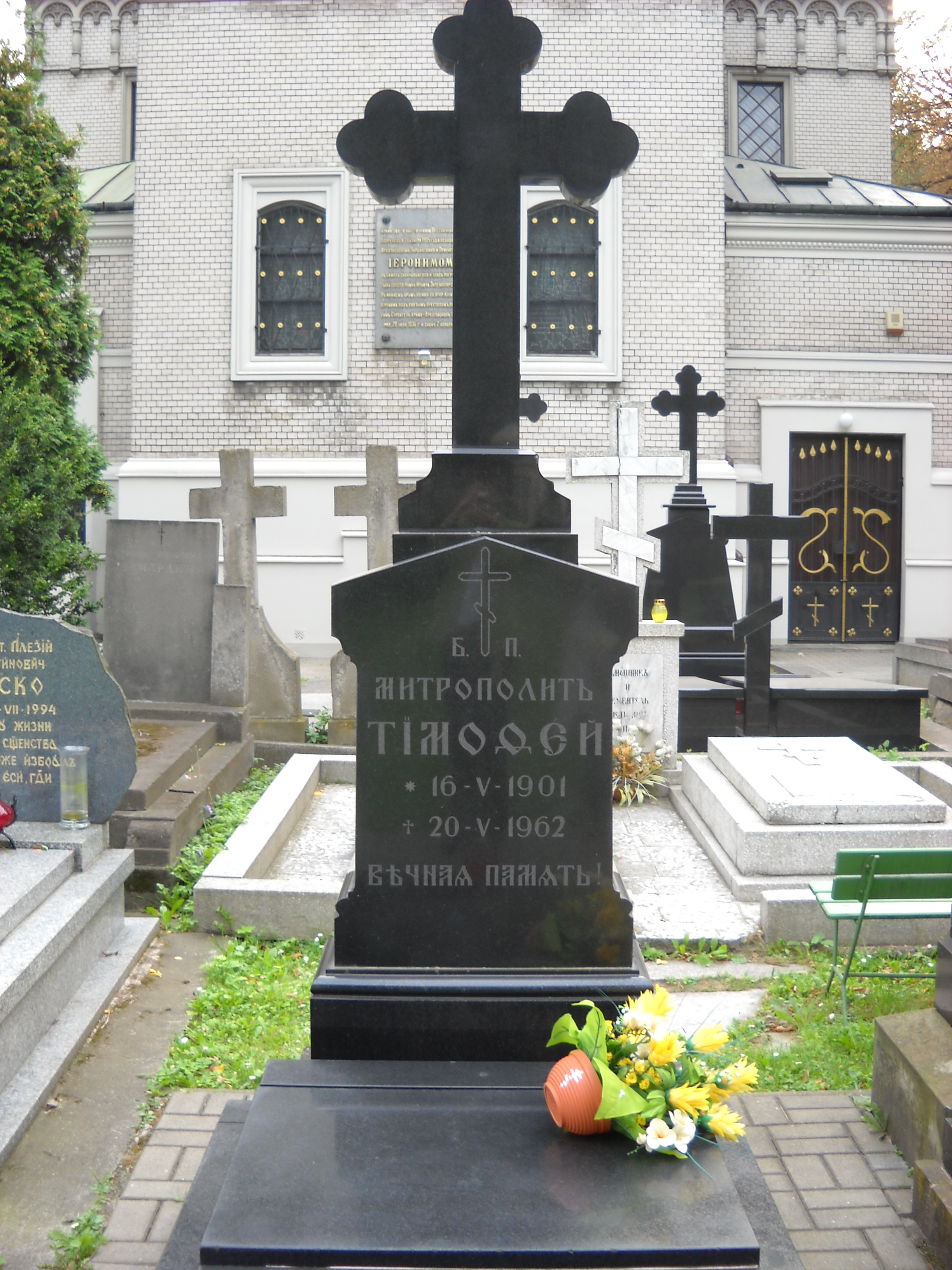
Могила митрополита Тимофея

В 1961 году создал в Варшаве польскоязычный приход со священником Георгием Клингером, который однако прекратил деятельность из-за нехватки верующих, заинтересованных в богослужении на польском языке.
Споры вокруг митрополита Тимофея продолжались в течение всего периода возглашения им Польской православной церкви до его смерти, наступившей 20 мая 1962 года. Был погребён на православном кладбище при храме Иоанна Лествичника в Варшаве.

## Публикации
- Речь на торжественном заседании 8 июля 1948 г. в храме Воскресения Христова, что в Сокольниках г. Москвы // Журнал Московской Патриархии. М., 1948. — № 8. — C. 18-19
- Обращение [к Святейшему Патриарху Алексию: благодарность за радушный прием] // Журнал Московской Патриархии. М., 1948. — № 11. — C. 4.
- «Палестинская Русская Духовная Миссия в Варшаве» (из письма) // Журнал Московской Патриархии. 1950. — № 4. — C. 29-30.
- «Ответ архиепископа Тимофея от лица Польской Православной Церкви на обращение Патриарха Алексия» // Журнал Московской Патриархии. 1950. — № 4. — C. 41.
- Высокопреосвященному Николаю, Митрополиту Крутицкому и Коломенскому [благодарность за фильм «Торжество Православия»] // Журнал Московской Патриархии. М., 1960. — № 6. — C. 24.
- Святейшему Алексию, Патриарху Московскому и всея Руси [поздравление с праздником Пасхи] // Журнал Московской Патриархии. М., 1961. — № 5. — C. 6.
- Святейшему Алексию, Патриарху Московскому и всея Руси [поздравление с Рождеством Христовым] // Журнал Московской Патриархии. М., 1962. — № 2. — C. 8.
- Блаженнейшему Алексию, Патриарху Московскому и всея Руси [поздравление с праздником Пасхи] // Журнал Московской Патриархии. М., 1962. — № 6. — C. 10-11